# Bistum Belgaum

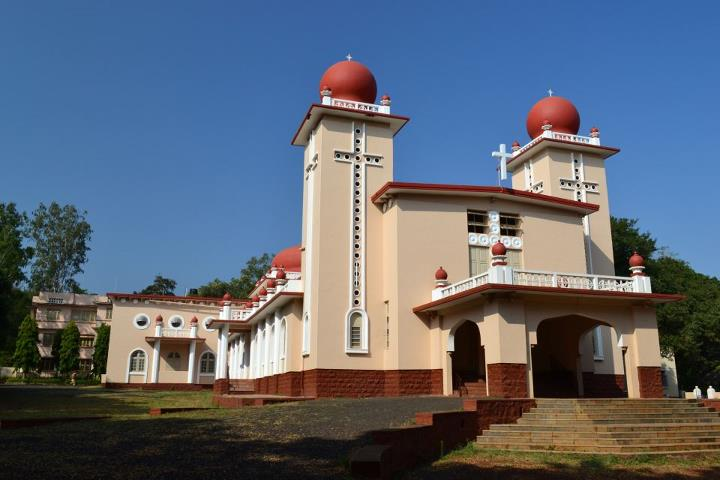
Fatima-Kathedrale, der Mutterkirche der römisch-katholischen Diözese von Belgaum, Indien.

Das Bistum Belgaum (lateinisch Dioecesis Belgaumensis) ist eine in Indien gelegene römisch-katholische Diözese mit Sitz in Belgaum (Belagavi).

## Geschichte
Das Bistum Belgaum wurde am 19. September 1953 durch Papst Pius XII. aus Gebietsabtretungen des Erzbistums Goa und Daman errichtet und dem Erzbistum Bangalore als Suffraganbistum unterstellt. Am 24. Januar 1976 gab das Bistum Belgaum Teile seines Territoriums zur Gründung des Bistums Karwar ab. Eine weitere Gebietsabtretung erfolgte am 24. Juni 2005 zur Errichtung des Bistums Gulbarga.

## Territorium
Das Bistum Belgaum umfasst die Distrikte Belgaum (Belagavi), Vijayapura, Bagalkot, Dharwad, Gadag und Haveri im Bundesstaat Karnataka sowie den Tehsil Chandgad im Bundesstaat Maharashtra.

## Bischöfe von Belgaum
- Michael Rodrigues, 1953–1964
- Fortunato da Veiga Coutinho, 1964–1967
- Ignatius P. Lobo, 1967–1994
- Bernard Blasius Moras, 1996–2004, dann Erzbischof von Bangalore
- Peter Machado, 2006–2018, dann Erzbischof von Bangalore
- Derek Fernandes, seit 2019